# هندوراس البريطانية

علم هندوراس البريطانية

هندوراس البريطانية كان اسم مقاطعة في الساحل الشرقية لأمريكا الوسطى جنوب المكسيك بعد أن أصبحت مستعمرة ملكية بريطانية في العام 1862. تحولت إلى مستعمرة ذاتية الحكم في العام 1964 وتم تغير اسمها في حزيران / يونيو 1973 ليصبح بليز. وحصلت على استقلالها الكامل في أيلول / سبتمبر 1981. هندوراس البريطانية كانت آخر ملكية للمملكة المتحدة في الأمريكيتين.

## أعلام
- ماري شارب
- جوزيف أنتوني ميرفي